# Kelba
Kelba – wieś w Estonii, w prowincji Rapla, w gminie Rapla.